# Propebela concinnula
Propebela concinnula é uma espécie de gastrópode do gênero Propebela, pertencente a família Mangeliidae.